# Домблан
Домбла́н (фр. Domblans) — муніципалітет у Франції, у регіоні Бургундія-Франш-Конте, департамент Жура. Населення — 1207 осіб (01.01.2021).
Муніципалітет розташований на відстані близько 340 км на південний схід від Парижа, 65 км на південний захід від Безансона, 11 км на північ від Лонс-ле-Соньє.

## Історія
У 1956-2015 роках муніципалітет перебував у складі регіону Франш-Конте. Від 1 січня 2016 року належить до нового об'єднаного регіону Бургундія-Франш-Конте.
1 січня 2019 року до Домблан приєднали колишній муніципалітет Брері.

## Демографія
Динаміка населення (INSEE ):
Розподіл населення за віком та статтю (2006):
| Стать | Всього | До 15 років | 15-24 | 25-44 | 45-64 | 65-85 | Понад 85 |
| --- | ------ | ----------- | ----- | ----- | ----- | ----- | -------- |
| Чоловіки | 424    | 84          | 40    | 100   | 139   | 61    | 0        |
| Жінки | 478    | 96          | 36    | 96    | 154   | 76    | 20       |
| \| Статево-вікова піраміда \| Статево-вікова піраміда \| Статево-вікова піраміда \| \| ----------------------- \| ----------------------- \| ----------------------- \| \| Чоловіки \| Вік \| Жінки \| \| 0 \| 85 + \| 20 \| \| 16 \| 80-84 \| 16 \| \| 12 \| 75-79 \| 24 \| \| 21 \| 70-74 \| 28 \| \| 12 \| 65-69 \| 8 \| \| 32 \| 60-64 \| 24 \| \| 36 \| 55-59 \| 32 \| \| 28 \| 50-54 \| 47 \| \| 43 \| 45-49 \| 51 \| \| 24 \| 40-44 \| 28 \| \| 36 \| 35-39 \| 40 \| \| 32 \| 30-34 \| 20 \| \| 8 \| 25-29 \| 8 \| \| 16 \| 20-24 \| 16 \| \| 24 \| 15-20 \| 20 \| \| 40 \| 10-14 \| 32 \| \| 28 \| 5-9 \| 36 \| \| 16 \| 0-4 \| 28 \| |        |             |       |       |       |       |          |
| Статево-вікова піраміда |        |             |       |       |       |       |          |
| Чоловіки | Вік    | Жінки       |       |       |       |       |          |
| 0 | 85 +   | 20          |       |       |       |       |          |
| 16 | 80-84  | 16          |       |       |       |       |          |
| 12 | 75-79  | 24          |       |       |       |       |          |
| 21 | 70-74  | 28          |       |       |       |       |          |
| 12 | 65-69  | 8           |       |       |       |       |          |
| 32 | 60-64  | 24          |       |       |       |       |          |
| 36 | 55-59  | 32          |       |       |       |       |          |
| 28 | 50-54  | 47          |       |       |       |       |          |
| 43 | 45-49  | 51          |       |       |       |       |          |
| 24 | 40-44  | 28          |       |       |       |       |          |
| 36 | 35-39  | 40          |       |       |       |       |          |
| 32 | 30-34  | 20          |       |       |       |       |          |
| 8 | 25-29  | 8           |       |       |       |       |          |
| 16 | 20-24  | 16          |       |       |       |       |          |
| 24 | 15-20  | 20          |       |       |       |       |          |
| 40 | 10-14  | 32          |       |       |       |       |          |
| 28 | 5-9    | 36          |       |       |       |       |          |
| 16 | 0-4    | 28          |       |       |       |       |          |

## Економіка
2010 року серед 555 осіб працездатного віку (15—64 років) 425 були активними, 130 — неактивними (показник активності 76,6%, у 1999 році було 74,3%). З 425 активних мешканців працювали 403 особи (192 чоловіки та 211 жінок), безробітними було 22 (11 чоловіків та 11 жінок). Серед 130 неактивних 41 особа була учнем чи студентом, 58 — пенсіонерами, 31 була неактивною з інших причин.

У 2010 році в муніципалітеті числилось 396 оподаткованих домогосподарств, у яких проживали 980,5 особи, медіана доходів виносила 18 865 євро на одного особоспоживача